# Anthedon
Anthedon var en hellenistisk hamnstad nära dagens Gaza och är ett av Romersk-katolska kyrkans titulärstift.
Sedan 2 april 2012 är den forna staden uppsatt på Palestinas tentativa världsarvslista.

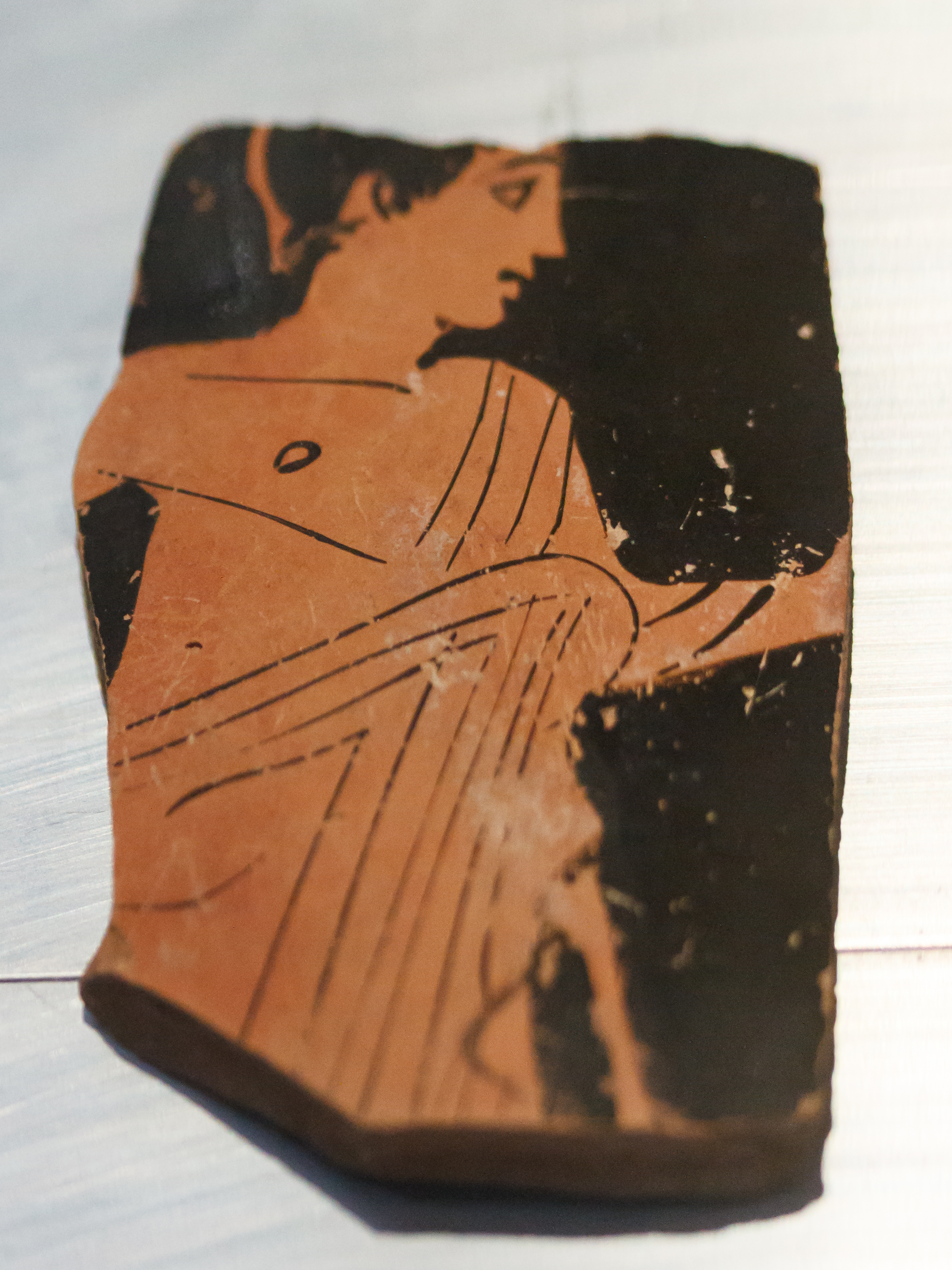
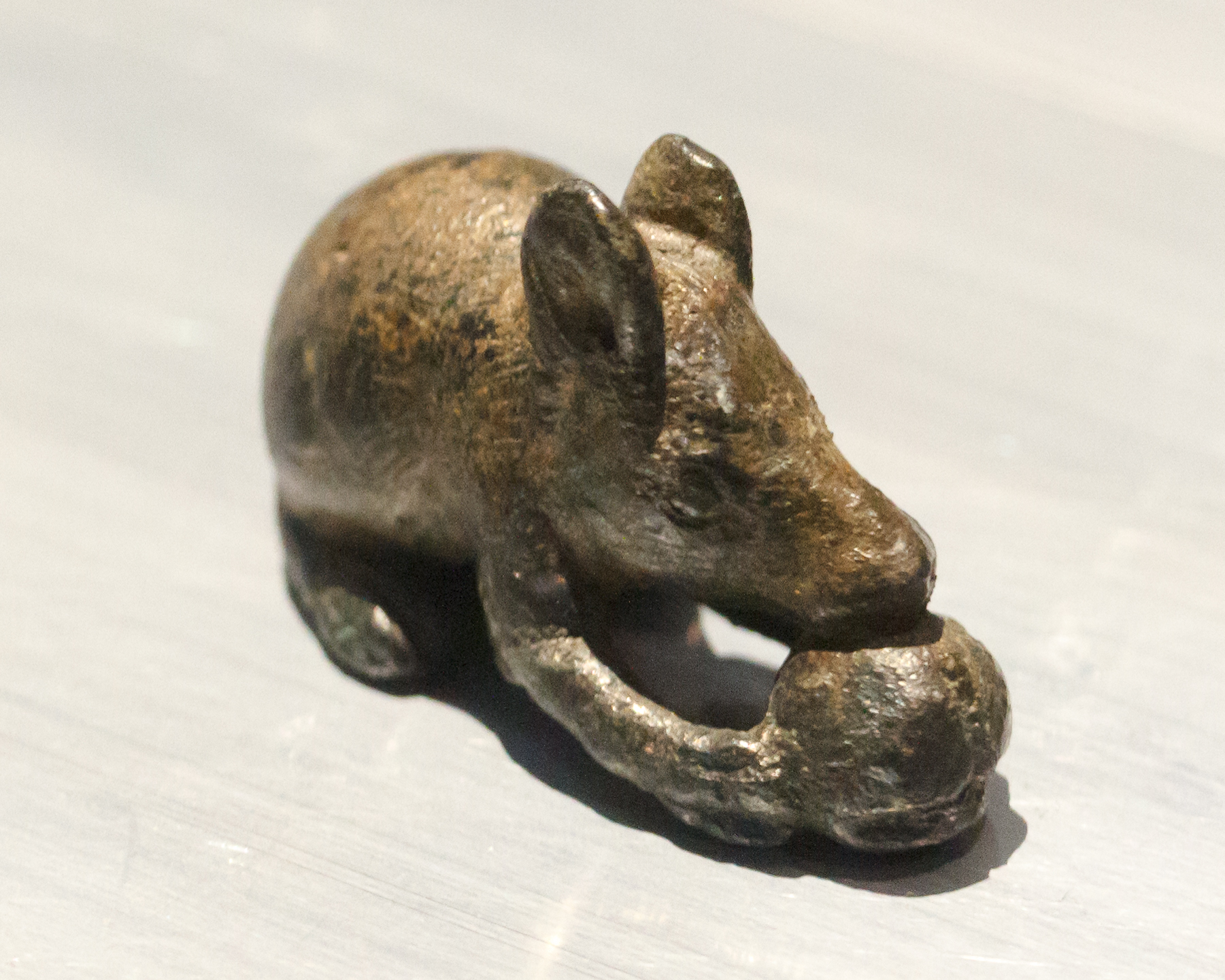
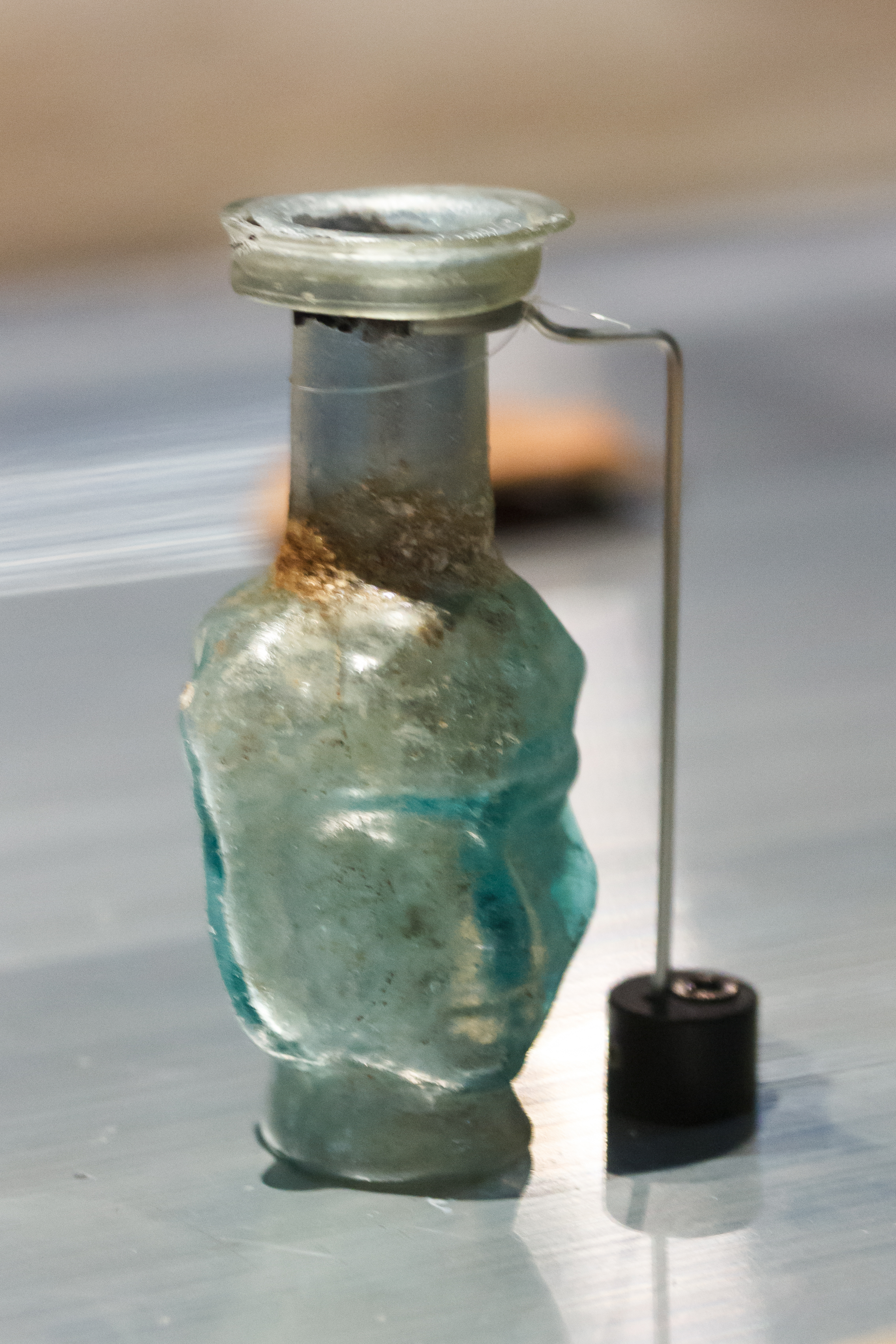
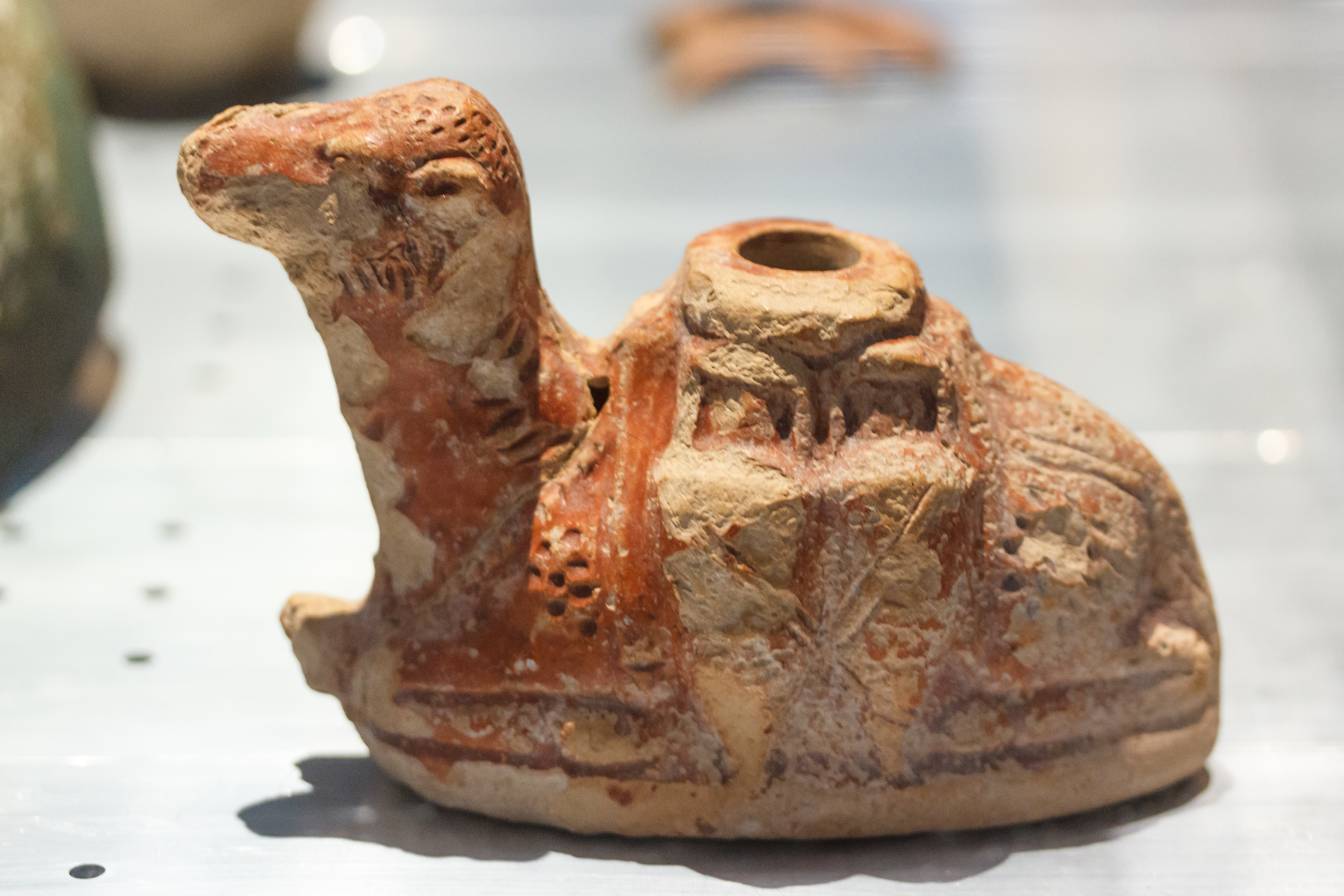